# Klára Ulrichová
Klára Ulrichová (ur. 14 maja 2004 w Valašskim Meziříčí) – czeska skoczkini narciarska. Uczestniczka mistrzostw świata juniorów (2020) i zimowych igrzysk olimpijskich młodzieży (2020).

## Przebieg kariery
Trzykrotnie (2016, 2017 i 2018) bez sukcesów startowała w zawodach FIS Youth Cup w Hinterzarten. We wrześniu 2017 w Szczyrku zadebiutowała w Pucharze Karpat, zajmując 10. i 8. lokatę. W lipcu 2018 w tej samej miejscowości po raz pierwszy wystąpiła w FIS Cupie, plasując się dwukrotnie na początku trzeciej dziesiątki.
W sierpniu 2019, także w Szczyrku, w ramach letniej edycji cyklu, zadebiutowała w Pucharze Kontynentalnym, zajmując 8. i 15. lokatę. Kilka dni później, 18 sierpnia 2019, zadebiutowała w zawodach najwyższej rangi startem we Frenštácie, gdzie w konkursie indywidualnym zajęła 26. lokatę, zdobywając tym samym swoje pierwsze punkty Letniego Grand Prix. W tym samym miesiącu była także druga w konkursie Pucharu Karpat w Râșnovie.
W sezonie 2019/2020 czterokrotnie (2. i 3. miejsce w sierpniu 2019 w Râșnovie oraz dwukrotnie 2. w grudniu 2019 w Oberwiesenthal) stawała na podium FIS Cupu, zwyciężając w klasyfikacji generalnej tego cyklu. W styczniu 2020 w Prémanon zajęła 8. pozycję w konkursie indywidualnym zimowych igrzysk olimpijskich młodzieży. W lutym 2020 w Ljubnie zadebiutowała w Pucharze Świata, zajmując 7. miejsce w konkursie drużynowym i 38. w zmaganiach indywidualnych. W marcu 2020 w Oberwiesenthal wystartowała na mistrzostwach świata juniorów – indywidualnie była 28., drużynowo 9., a w rywalizacji zespołów mieszanych 10.

## Igrzyska olimpijskie
| Miejsce | Dzień    | Rok  | Miejscowość       | Skocznia  | Punkt K | HS     | Konkurs      | Skok 1 | Skok 2 | Nota                  | Strata    | Zwyciężczyni |
| ------- | -------- | ---- | ----------------- | --------- | ------- | ------ | ------------ | ------ | ------ | --------------------- | --------- | ------------ |
| 33.     | 5 lutego | 2022 | Pekin/Zhangjiakou | Snow Ruyi | K-95    | HS-106 | indywid.     | 70,5 m | –      | 48,2 pkt              | 190,8 pkt | Urša Bogataj |
| 7.      | 7 lutego | 2022 | Pekin/Zhangjiakou | Snow Ruyi | K-95    | HS-106 | druż. miesz. | 78,5 m | 73,5 m | 722,8 pkt (137,7 pkt) | 278,7 pkt | Słowenia     |

## Mistrzostwa świata
| Miejsce | Dzień     | Rok  | Miejscowość | Skocznia            | Punkt K | HS     | Konkurs      | Skok 1                  | Skok 2                  | Nota                    | Strata                  | Zwyciężczyni       |
| ------- | --------- | ---- | ----------- | ------------------- | ------- | ------ | ------------ | ----------------------- | ----------------------- | ----------------------- | ----------------------- | ------------------ |
| NQ      | 25 lutego | 2021 | Oberstdorf  | Schattenbergschanze | K-95    | HS-106 | indywid.     | nie zakwalifikowała się | nie zakwalifikowała się | nie zakwalifikowała się | nie zakwalifikowała się | Ema Klinec         |
| 8.      | 26 lutego | 2021 | Oberstdorf  | Schattenbergschanze | K-95    | HS-106 | druż.        | 86,5 m                  | 83,0 m                  | 621,5 pkt (184,2 pkt)   | 337,8 pkt               | Austria            |
| 8.      | 28 lutego | 2021 | Oberstdorf  | Schattenbergschanze | K-95    | HS-106 | druż. miesz. | 87,0 m                  | 90,0 m                  | 777,2 pkt (197,0 pkt)   | 223,6 pkt               | Niemcy             |
| 36.     | 3 marca   | 2021 | Oberstdorf  | Schattenbergschanze | K-120   | HS-137 | indywid.     | 90,0 m                  | –                       | 57,4 pkt                | 239,2 pkt               | Maren Lundby       |
| 35.     | 23 lutego | 2023 | Planica     | Srednja skakalnica  | K-95    | HS-102 | ind.         | 84,5 m                  | –                       | 91,9 pkt                | 157,2 pkt               | Katharina Althaus  |
| 11.     | 26 lutego | 2023 | Planica     | Srednja skakalnica  | K-95    | HS-102 | druż. miesz. | 85,5 m                  | –                       | 391,5 pkt (99,1 pkt)    | 625,7 pkt               | Niemcy             |
| 30.     | 1 marca   | 2023 | Planica     | Bloudkova velikanka | K-125   | HS-138 | indywid.     | 108,5 m                 | 112,0 m                 | 176,7 pkt               | 87,5 pkt                | Alexandria Loutitt |

## Mistrzostwa świata juniorów
| Miejsce | Dzień     | Rok  | Miejscowość    | Skocznia              | Punkt K | HS     | Konkurs      | Skok 1 | Skok 2 | Nota                  | Strata    | Zwyciężczyni         |
| ------- | --------- | ---- | -------------- | --------------------- | ------- | ------ | ------------ | ------ | ------ | --------------------- | --------- | -------------------- |
| 28.     | 5 marca   | 2020 | Oberwiesenthal | Fichtelbergschanzen   | K-95    | HS-105 | indywid.     | 88,5 m | 74,5 m | 127,3 pkt             | 111,6 pkt | Marita Kramer        |
| 9.      | 7 marca   | 2020 | Oberwiesenthal | Fichtelbergschanzen   | K-95    | HS-105 | druż.        | 87,5 m | –      | 249,8 pkt (81,9 pkt)  | 550,9 pkt | Austria              |
| 10.     | 8 marca   | 2020 | Oberwiesenthal | Fichtelbergschanzen   | K-95    | HS-105 | druż. miesz. | 78,0 m | –      | 388,9 pkt (83,5 pkt)  | 634,4 pkt | Austria              |
| 6.      | 11 lutego | 2021 | Lahti          | Salpausselkä          | K-90    | HS-100 | indywid.     | 85,0 m | 87,5 m | 194,1 pkt             | 44,9 pkt  | Thea Minyan Bjørseth |
| 14.     | 3 marca   | 2022 | Zakopane       | Średnia Krokiew       | K-95    | HS-105 | indywid.     | 87,5 m | 88,0 m | 191,8 pkt             | 48,7 pkt  | Nika Prevc           |
| 7.      | 6 marca   | 2022 | Zakopane       | Średnia Krokiew       | K-95    | HS-105 | druż. miesz. | 98,5 m | 86,0 m | 687,8 pkt (190,7 pkt) | 196,6 pkt | Austria              |
| 8.      | 2 lutego  | 2023 | Whistler       | Whistler Olympic Park | K-95    | HS-104 | indywid.     | 83,5 m | 89,0 m | 201,4 pkt             | 59,3 pkt  | Alexandria Loutitt   |
| 8.      | 5 lutego  | 2023 | Whistler       | Whistler Olympic Park | K-95    | HS-104 | druż. miesz. | 94,0 m | 88,5 m | 775,6 pkt (208,3 pkt) | 144,6 pkt | Słowenia             |

## Igrzyska olimpijskie młodzieży
| Miejsce | Dzień       | Rok  | Miejscowość | Skocznia   | Punkt K | HS    | Konkurs  | Skok 1 | Skok 2 | Nota      | Strata   | Zwyciężczyni   |
| ------- | ----------- | ---- | ----------- | ---------- | ------- | ----- | -------- | ------ | ------ | --------- | -------- | -------------- |
| 8.      | 19 stycznia | 2020 | Prémanon    | Les Tuffes | K-81    | HS-90 | indywid. | 78,0 m | 76,0 m | 189,7 pkt | 39,9 pkt | Anna Szpyniowa |

## Igrzyska europejskie
| Miejsce | Dzień      | Rok  | Miejscowość | Skocznia        | Punkt K | HS     | Konkurs      | Skok 1  | Skok 2  | Nota                 | Strata    | Zwyciężczyni               |
| ------- | ---------- | ---- | ----------- | --------------- | ------- | ------ | ------------ | ------- | ------- | -------------------- | --------- | -------------------------- |
| 24.     | 27 czerwca | 2023 | Zakopane    | Średnia Krokiew | K-95    | HS-105 | indywid.     | 86,0 m  | 76,5 m  | 167,3 pkt            | 95,3 pkt  | Jacqueline Seifriedsberger |
| 9.      | 29 czerwca | 2023 | Zakopane    | Średnia Krokiew | K-95    | HS-105 | druż. miesz. | 74,0 m  | –       | 276,4 pkt (52,0 pkt) | 662,9 pkt | Austria                    |
| 25.     | 30 czerwca | 2023 | Zakopane    | Wielka Krokiew  | K-125   | HS-140 | indywid.     | 105,0 m | 105,5 m | 140,6 pkt            | 136,8 pkt | Nika Križnar               |

## Puchar Świata

### Miejsca w klasyfikacji generalnej
| Sezon     | Miejsce |
| --------- | ------- |
| 2020/2021 | 38.     |
| 2021/2022 | 53.     |
| 2023/2024 | 48.     |

### Miejsca w poszczególnych konkursachPucharu Świata
stan na 23 lutego 2025
| Źródło | Źródło      | Źródło           | Źródło           | Źródło                 | Źródło                 | Źródło     | Źródło  | Źródło  | Źródło      | Źródło      | Źródło      | Źródło      | Źródło       | Źródło       | Źródło      | Źródło     | Źródło     | Źródło     | Źródło     | Źródło    | Źródło    | Źródło    | Źródło      | Źródło      | Źródło | Źródło | Źródło | Źródło | Źródło | Źródło | Źródło | Źródło | Źródło | Źródło | Źródło | Źródło | Źródło | Źródło | Źródło | Źródło | Źródło | Źródło | Źródło | Źródło | Źródło | Źródło | Źródło | Źródło | Źródło |
| --- | ----------- | ---------------- | ---------------- | ---------------------- | ---------------------- | ---------- | ------- | ------- | ----------- | ----------- | ----------- | ----------- | ------------ | ------------ | ----------- | ---------- | ---------- | ---------- | ---------- | --------- | --------- | --------- | ----------- | ----------- | ------ | ------ | ------ | ------ | ------ | ------ | ------ | ------ | ------ | ------ | ------ | ------ | ------ | ------ | ------ | ------ | ------ | ------ | ------ | ------ | ------ | ------ | ------ | ------ | ------ |
| Sezon 2019/2020 |             |                  |                  |                        |                        |            |         |         |             |             |             |             |              |              |             |            |            |            |            |           |           |           |             |             |        |        |        |        |        |        |        |        |        |        |        |        |        |        |        |        |        |        |        |        |        |        |        |        |        |
| Lillehammer | Lillehammer | Klingenthal      | Sapporo          | Sapporo                | Zaō                    | Zaō        | Râșnov  | Râșnov  | Oberstdorf  | Oberstdorf  | Hinzenbach  | Hinzenbach  | Ljubno       | Lillehammer  | Lillehammer | punkty     | punkty     | punkty     | punkty     | punkty    | punkty    | punkty    | punkty      | punkty      | punkty | punkty | punkty | punkty | punkty | punkty | punkty | punkty | punkty | punkty |        |        |        |        |        |        |        |        |        |        |        |        |        |        |        |
| - | -           | -                | -                | -                      | -                      | -          | -       | -       | -           | -           | -           | -           | 38           | -            | -           | 0          | 0          | 0          | 0          | 0         | 0         | 0         | 0           | 0           | 0      | 0      | 0      | 0      | 0      | 0      | 0      | 0      | 0      | 0      |        |        |        |        |        |        |        |        |        |        |        |        |        |        |        |
| Sezon 2020/2021 |             |                  |                  |                        |                        |            |         |         |             |             |             |             |              |              |             |            |            |            |            |           |           |           |             |             |        |        |        |        |        |        |        |        |        |        |        |        |        |        |        |        |        |        |        |        |        |        |        |        |        |
| Ramsau | Ljubno      | Titisee-Neustadt | Titisee-Neustadt | Hinzenbach             | Hinzenbach             | Hinzenbach | Râșnov  | Râșnov  | Niżny Tagił | Niżny Tagił | Czajkowskij | Czajkowskij | punkty       | punkty       | punkty      | punkty     | punkty     | punkty     | punkty     | punkty    | punkty    | punkty    | punkty      | punkty      | punkty | punkty | punkty | punkty | punkty | punkty | punkty |        |        |        |        |        |        |        |        |        |        |        |        |        |        |        |        |        |        |
| 32 | 29          | -                | -                | q                      | 18                     | -          | 24      | 22      | 29          | 34          | 30          | -           | 34           | 34           | 34          | 34         | 34         | 34         | 34         | 34        | 34        | 34        | 34          | 34          | 34     | 34     | 34     | 34     | 34     | 34     | 34     |        |        |        |        |        |        |        |        |        |        |        |        |        |        |        |        |        |        |
| Sezon 2021/2022 |             |                  |                  |                        |                        |            |         |         |             |             |             |             |              |              |             |            |            |            |            |           |           |           |             |             |        |        |        |        |        |        |        |        |        |        |        |        |        |        |        |        |        |        |        |        |        |        |        |        |        |
| Niżny Tagił | Niżny Tagił | Lillehammer      | Lillehammer      | Klingenthal            | Klingenthal            | Ramsau     | Ljubno  | Ljubno  | Willingen   | Willingen   | Hinzenbach  | Hinzenbach  | Lillehammer  | Lillehammer  | Oslo        | Oslo       | Oberhof    | Oberhof    | punkty     | punkty    | punkty    | punkty    | punkty      | punkty      | punkty | punkty | punkty | punkty | punkty | punkty | punkty | punkty | punkty | punkty | punkty | punkty | punkty |        |        |        |        |        |        |        |        |        |        |        |        |
| 40 | q           | q                | q                | q                      | q                      | 33         | 39      | 48      | -           | -           | 27          | 33          | -            | -            | -           | -          | -          | -          | 4          | 4         | 4         | 4         | 4           | 4           | 4      | 4      | 4      | 4      | 4      | 4      | 4      | 4      | 4      | 4      | 4      | 4      | 4      |        |        |        |        |        |        |        |        |        |        |        |        |
| Sezon 2022/2023 |             |                  |                  |                        |                        |            |         |         |             |             |             |             |              |              |             |            |            |            |            |           |           |           |             |             |        |        |        |        |        |        |        |        |        |        |        |        |        |        |        |        |        |        |        |        |        |        |        |        |        |
| Wisła | Wisła       | Lillehammer      | Lillehammer      | Titisee-Neustadt       | Villach                | Villach    | Ljubno  | Ljubno  | Sapporo     | Sapporo     | Zaō         | Zaō         | Hinterzarten | Hinterzarten | Willingen   | Willingen  | Hinzenbach | Hinzenbach | Râșnov     | Râșnov    | Oslo      | Oslo      | Lillehammer | Lillehammer | Lahti  | punkty |        |        |        |        |        |        |        |        |        |        |        |        |        |        |        |        |        |        |        |        |        |        |        |
| 38 | 34          | q                | 36               | -                      | 42                     | 44         | 39      | 35      | -           | -           | -           | -           | -            | -            | -           | -          | -          | -          | -          | -         | 37        | 35        | q           | q           | -      | 0      |        |        |        |        |        |        |        |        |        |        |        |        |        |        |        |        |        |        |        |        |        |        |        |
| Sezon 2023/2024 |             |                  |                  |                        |                        |            |         |         |             |             |             |             |              |              |             |            |            |            |            |           |           |           |             |             |        |        |        |        |        |        |        |        |        |        |        |        |        |        |        |        |        |        |        |        |        |        |        |        |        |
| Lillehammer | Lillehammer | Engelberg        | Engelberg        | Garmisch-Partenkirchen | Oberstdorf             | Villach    | Villach | Sapporo | Sapporo     | Zaō         | Ljubno      | Ljubno      | Willingen    | Willingen    | Hinzenbach  | Hinzenbach | Lahti      | Oslo       | Oslo       | Trondheim | Trondheim | Vikersund | Planica     | punkty      | punkty | punkty | punkty | punkty | punkty | punkty | punkty | punkty | punkty | punkty | punkty | punkty | punkty | punkty | punkty | punkty | punkty | punkty |        |        |        |        |        |        |        |
| 28 | q           | q                | 31               | -                      | -                      | q          | q       | -       | -           | -           | -           | -           | -            | -            | 19          | 30         | -          | 34         | q          | q         | 39        | -         | -           | 16          | 16     | 16     | 16     | 16     | 16     | 16     | 16     | 16     | 16     | 16     | 16     | 16     | 16     | 16     | 16     | 16     | 16     | 16     |        |        |        |        |        |        |        |
| Sezon 2024/2025 |             |                  |                  |                        |                        |            |         |         |             |             |             |             |              |              |             |            |            |            |            |           |           |           |             |             |        |        |        |        |        |        |        |        |        |        |        |        |        |        |        |        |        |        |        |        |        |        |        |        |        |
| Lillehammer | Lillehammer | Zhangjiakou      | Zhangjiakou      | Engelberg              | Garmisch-Partenkirchen | Oberstdorf | Villach | Villach | Sapporo     | Sapporo     | Zaō         | Zaō         | Willingen    | Lake Placid  | Lake Placid | Ljubno     | Ljubno     | Hinzenbach | Hinzenbach | Oslo      | Vikersund | Vikersund | Lahti       | Lahti       | punkty | punkty | punkty | punkty | punkty | punkty | punkty | punkty | punkty | punkty | punkty | punkty | punkty | punkty | punkty | punkty | punkty | punkty | punkty |        |        |        |        |        |        |
| q | q           | dq               | q                | 39                     | q                      | q          | q       | 39      | -           | -           | -           | -           | -            | -            | -           | -          | -          | -          | -          |           |           |           |             |             | 0      | 0      | 0      | 0      | 0      | 0      | 0      | 0      | 0      | 0      | 0      | 0      | 0      | 0      | 0      | 0      | 0      | 0      | 0      |        |        |        |        |        |        |
| Legenda |             |                  |                  |                        |                        |            |         |         |             |             |             |             |              |              |             |            |            |            |            |           |           |           |             |             |        |        |        |        |        |        |        |        |        |        |        |        |        |        |        |        |        |        |        |        |        |        |        |        |        |
| 1 2 3 4-10 11-30 poniżej 30 dq – dyskwalifikacja q – dyskwalifikacja w kwalifikacjach q – zawodniczka nie zakwalifikowała się - – zawodniczka nie wystartowała |             |                  |                  |                        |                        |            |         |         |             |             |             |             |              |              |             |            |            |            |            |           |           |           |             |             |        |        |        |        |        |        |        |        |        |        |        |        |        |        |        |        |        |        |        |        |        |        |        |        |        |

### Raw Air

#### Miejsca w klasyfikacji generalnej
| Sezon | Miejsce |
| ----- | ------- |
| 2023  | 43.     |
| 2024  | 43.     |

### Turniej Sylwestrowy

#### Miejsca w klasyfikacji generalnej
| Sezon     | Miejsce |
| --------- | ------- |
| 2021/2022 | 44.     |
| 2022/2023 | 39.     |

### Korona Alp

#### Miejsca w klasyfikacji generalnej
| Sezon     | Miejsce |
| --------- | ------- |
| 2021/2022 | 29.     |

## Letnie Grand Prix

### Miejsca w klasyfikacji generalnej
| Sezon | Miejsce |
| ----- | ------- |
| 2019  | 42.     |
| 2020  | 15.     |
| 2021  | 20.     |
| 2022  | 21.     |
| 2024  | 35.     |

### Miejsca w poszczególnych konkursachLGP
stan po zakończeniu LGP 2024
| Źródło | Źródło           | Źródło           | Źródło         | Źródło            | Źródło            | Źródło            | Źródło | Źródło | Źródło | Źródło | Źródło | Źródło | Źródło | Źródło | Źródło | Źródło | Źródło | Źródło | Źródło | Źródło | Źródło | Źródło | Źródło | Źródło | Źródło | Źródło |
| --- | ---------------- | ---------------- | -------------- | ----------------- | ----------------- | ----------------- | ------ | ------ | ------ | ------ | ------ | ------ | ------ | ------ | ------ | ------ | ------ | ------ | ------ | ------ | ------ | ------ | ------ | ------ | ------ | ------ |
| 2019 |                  |                  |                |                   |                   |                   |        |        |        |        |        |        |        |        |        |        |        |        |        |        |        |        |        |        |        |        |
| Hinterzarten 26.07 | Courchevel 09.08 | Frenštát 18.08   | punkty         | punkty            | punkty            | punkty            | punkty | punkty | punkty | punkty | punkty | punkty | punkty | punkty | punkty | punkty | punkty | punkty | punkty | punkty | punkty |        |        |        |        |        |
| - | -                | 26               | 5              | 5                 | 5                 | 5                 | 5      | 5      | 5      | 5      | 5      | 5      | 5      | 5      | 5      | 5      | 5      | 5      | 5      | 5      | 5      |        |        |        |        |        |
| 2020 |                  |                  |                |                   |                   |                   |        |        |        |        |        |        |        |        |        |        |        |        |        |        |        |        |        |        |        |        |
| Frenštát 15.08 | punkty           | punkty           | punkty         | punkty            | punkty            | punkty            | punkty | punkty | punkty | punkty | punkty | punkty | punkty | punkty | punkty | punkty | punkty | punkty | punkty |        |        |        |        |        |        |        |
| 15 | 16               | 16               | 16             | 16                | 16                | 16                | 16     | 16     | 16     | 16     | 16     | 16     | 16     | 16     | 16     | 16     | 16     | 16     | 16     |        |        |        |        |        |        |        |
| 2021 |                  |                  |                |                   |                   |                   |        |        |        |        |        |        |        |        |        |        |        |        |        |        |        |        |        |        |        |        |
| Wisła 17.07 | Wisła 18.07      | Courchevel 06.08 | Frenštát 15.08 | Czajkowskij 11.09 | Czajkowskij 12.09 | Klingenthal 02.10 | punkty | punkty | punkty | punkty | punkty | punkty | punkty | punkty | punkty | punkty | punkty | punkty | punkty | punkty | punkty | punkty | punkty | punkty | punkty |        |
| 35 | q                | 23               | 14             | 14                | 15                | 15                | 76     | 76     | 76     | 76     | 76     | 76     | 76     | 76     | 76     | 76     | 76     | 76     | 76     | 76     | 76     | 76     | 76     | 76     | 76     |        |
| 2022 |                  |                  |                |                   |                   |                   |        |        |        |        |        |        |        |        |        |        |        |        |        |        |        |        |        |        |        |        |
| Wisła 23.07 | Wisła 24.07      | Courchevel 06.08 | Râșnov 17.09   | Klingenthal 02.10 | punkty            | punkty            | punkty | punkty | punkty | punkty | punkty | punkty | punkty | punkty | punkty | punkty | punkty | punkty | punkty | punkty | punkty | punkty | punkty |        |        |        |
| 16 | 18               | 20               | 15             | 28                | 58                | 58                | 58     | 58     | 58     | 58     | 58     | 58     | 58     | 58     | 58     | 58     | 58     | 58     | 58     | 58     | 58     | 58     | 58     |        |        |        |
| 2024 |                  |                  |                |                   |                   |                   |        |        |        |        |        |        |        |        |        |        |        |        |        |        |        |        |        |        |        |        |
| Courchevel 13.08 | Courchevel 14.08 | Râșnov 21.09     | Râșnov 22.09   | Klingenthal 05.10 | punkty            | punkty            | punkty | punkty | punkty | punkty | punkty | punkty | punkty | punkty | punkty | punkty | punkty | punkty | punkty | punkty | punkty | punkty | punkty |        |        |        |
| 21 | 19               | -                | -              | 36                | 22                | 22                | 22     | 22     | 22     | 22     | 22     | 22     | 22     | 22     | 22     | 22     | 22     | 22     | 22     | 22     | 22     | 22     | 22     |        |        |        |
| Legenda |                  |                  |                |                   |                   |                   |        |        |        |        |        |        |        |        |        |        |        |        |        |        |        |        |        |        |        |        |
| 1 2 3 4-10 11-30 poniżej 30 dq – dyskwalifikacja q – dyskwalifikacja w kwalifikacjach q – zawodniczka nie zakwalifikowała się - – zawodniczka nie wystartowała |                  |                  |                |                   |                   |                   |        |        |        |        |        |        |        |        |        |        |        |        |        |        |        |        |        |        |        |        |

## Puchar Interkontynentalny

### Miejsca w klasyfikacji generalnej
| Sezon     | Miejsce |
| --------- | ------- |
| 2023/2024 | 18.     |

### Miejsca w poszczególnych konkursachPucharu Interkontynentalnego
stan po zakończeniu PI 2023/2024
| Źródło                                                                            | Źródło      | Źródło   | Źródło   | Źródło | Źródło | Źródło    | Źródło    | Źródło     | Źródło     | Źródło | Źródło | Źródło | Źródło | Źródło | Źródło | Źródło | Źródło | Źródło | Źródło | Źródło | Źródło | Źródło | Źródło | Źródło | Źródło | Źródło | Źródło | Źródło | Źródło | Źródło | Źródło | Źródło | Źródło | Źródło | Źródło | Źródło | Źródło | Źródło | Źródło |
| --------------------------------------------------------------------------------- | ----------- | -------- | -------- | ------ | ------ | --------- | --------- | ---------- | ---------- | ------ | ------ | ------ | ------ | ------ | ------ | ------ | ------ | ------ | ------ | ------ | ------ | ------ | ------ | ------ | ------ | ------ | ------ | ------ | ------ | ------ | ------ | ------ | ------ | ------ | ------ | ------ | ------ | ------ | ------ |
| Sezon 2023/2024                                                                   |             |          |          |        |        |           |           |            |            |        |        |        |        |        |        |        |        |        |        |        |        |        |        |        |        |        |        |        |        |        |        |        |        |        |        |        |        |        |        |
| Lillehammer                                                                       | Lillehammer | Notodden | Notodden | Falun  | Falun  | Innsbruck | Innsbruck | Brotterode | Brotterode | Lahti  | Lahti  | punkty | punkty | punkty | punkty | punkty | punkty | punkty | punkty | punkty | punkty | punkty | punkty | punkty | punkty | punkty | punkty | punkty | punkty | punkty |        |        |        |        |        |        |        |        |        |
| 9                                                                                 | 14          | -        | -        | -      | -      | 7         | 4         | 9          | 5          | -      | -      | 207    | 207    | 207    | 207    | 207    | 207    | 207    | 207    | 207    | 207    | 207    | 207    | 207    | 207    | 207    | 207    | 207    | 207    | 207    |        |        |        |        |        |        |        |        |        |
| Legenda                                                                           |             |          |          |        |        |           |           |            |            |        |        |        |        |        |        |        |        |        |        |        |        |        |        |        |        |        |        |        |        |        |        |        |        |        |        |        |        |        |        |
| 1 2 3 4-10 11-30 poniżej 30 dq – dyskwalifikacja - – zawodniczka nie wystartowała |             |          |          |        |        |           |           |            |            |        |        |        |        |        |        |        |        |        |        |        |        |        |        |        |        |        |        |        |        |        |        |        |        |        |        |        |        |        |        |

## Letni Puchar Interkontynentalny

### Miejsca w klasyfikacji generalnej
| Sezon | Miejsce |
| ----- | ------- |
| 2024  | 25.     |

### Miejsca w poszczególnych konkursachLetniego Pucharu Interkontynentalnego
stan po zakończeniu LPI 2024
| Źródło                                                                            | Źródło       | Źródło    | Źródło    | Źródło | Źródło | Źródło     | Źródło     | Źródło | Źródło | Źródło | Źródło | Źródło | Źródło | Źródło | Źródło | Źródło | Źródło | Źródło | Źródło | Źródło | Źródło | Źródło | Źródło | Źródło | Źródło | Źródło | Źródło | Źródło | Źródło | Źródło | Źródło | Źródło | Źródło | Źródło | Źródło | Źródło | Źródło | Źródło | Źródło |
| --------------------------------------------------------------------------------- | ------------ | --------- | --------- | ------ | ------ | ---------- | ---------- | ------ | ------ | ------ | ------ | ------ | ------ | ------ | ------ | ------ | ------ | ------ | ------ | ------ | ------ | ------ | ------ | ------ | ------ | ------ | ------ | ------ | ------ | ------ | ------ | ------ | ------ | ------ | ------ | ------ | ------ | ------ | ------ |
| 2024                                                                              |              |           |           |        |        |            |            |        |        |        |        |        |        |        |        |        |        |        |        |        |        |        |        |        |        |        |        |        |        |        |        |        |        |        |        |        |        |        |        |
| Hinterzarten                                                                      | Hinterzarten | Trondheim | Trondheim | Stams  | Stams  | Einsiedeln | Einsiedeln | Otepää | Otepää | punkty | punkty | punkty | punkty | punkty | punkty | punkty | punkty | punkty | punkty | punkty | punkty | punkty | punkty | punkty | punkty | punkty | punkty | punkty |        |        |        |        |        |        |        |        |        |        |        |
| 11                                                                                | 14           | 27        | 40        | 9      | 10     | -          | -          | -      | -      | 101    | 101    | 101    | 101    | 101    | 101    | 101    | 101    | 101    | 101    | 101    | 101    | 101    | 101    | 101    | 101    | 101    | 101    | 101    |        |        |        |        |        |        |        |        |        |        |        |
| Legenda                                                                           |              |           |           |        |        |            |            |        |        |        |        |        |        |        |        |        |        |        |        |        |        |        |        |        |        |        |        |        |        |        |        |        |        |        |        |        |        |        |        |
| 1 2 3 4-10 11-30 poniżej 30 dq – dyskwalifikacja - – zawodniczka nie wystartowała |              |           |           |        |        |            |            |        |        |        |        |        |        |        |        |        |        |        |        |        |        |        |        |        |        |        |        |        |        |        |        |        |        |        |        |        |        |        |        |

## Puchar Kontynentalny

### Miejsca w klasyfikacji generalnej
| Sezon     | Miejsce |
| --------- | ------- |
| 2021/2022 | 73.     |
| 2022/2023 | 25.     |

### Miejsca w poszczególnych konkursachPucharu Kontynentalnego
| Źródło                                                                            | Źródło      | Źródło    | Źródło    | Źródło   | Źródło   | Źródło    | Źródło    | Źródło     | Źródło     | Źródło    | Źródło    | Źródło   | Źródło   | Źródło      | Źródło      | Źródło | Źródło | Źródło | Źródło | Źródło | Źródło | Źródło | Źródło | Źródło | Źródło | Źródło | Źródło | Źródło | Źródło | Źródło | Źródło | Źródło | Źródło | Źródło | Źródło | Źródło | Źródło | Źródło | Źródło |
| --------------------------------------------------------------------------------- | ----------- | --------- | --------- | -------- | -------- | --------- | --------- | ---------- | ---------- | --------- | --------- | -------- | -------- | ----------- | ----------- | ------ | ------ | ------ | ------ | ------ | ------ | ------ | ------ | ------ | ------ | ------ | ------ | ------ | ------ | ------ | ------ | ------ | ------ | ------ | ------ | ------ | ------ | ------ | ------ |
| Sezon 2021/2022                                                                   |             |           |           |          |          |           |           |            |            |           |           |          |          |             |             |        |        |        |        |        |        |        |        |        |        |        |        |        |        |        |        |        |        |        |        |        |        |        |        |
| Zhangjiakou                                                                       | Zhangjiakou | Vikersund | Vikersund | Notodden | Notodden | Innsbruck | Innsbruck | Brotterode | Brotterode | Park City | Park City | Whistler | Whistler | Lake Placid | Lake Placid | punkty | punkty | punkty | punkty | punkty | punkty | punkty | punkty | punkty | punkty | punkty | punkty | punkty | punkty | punkty | punkty | punkty | punkty | punkty |        |        |        |        |        |
| -                                                                                 | -           | -         | -         | -        | -        | -         | -         | 12         | 22         | -         | -         | -        | -        | -           | -           | 31     | 31     | 31     | 31     | 31     | 31     | 31     | 31     | 31     | 31     | 31     | 31     | 31     | 31     | 31     | 31     | 31     | 31     | 31     |        |        |        |        |        |
| Sezon 2022/2023                                                                   |             |           |           |          |          |           |           |            |            |           |           |          |          |             |             |        |        |        |        |        |        |        |        |        |        |        |        |        |        |        |        |        |        |        |        |        |        |        |        |
| Vikersund                                                                         | Vikersund   | Notodden  | Notodden  | Eisenerz | Eisenerz | Lahti     | Lahti     | punkty     | punkty     | punkty    | punkty    | punkty   | punkty   | punkty      | punkty      | punkty | punkty | punkty | punkty | punkty | punkty | punkty | punkty | punkty | punkty | punkty |        |        |        |        |        |        |        |        |        |        |        |        |        |
| -                                                                                 | -           | -         | -         | -        | -        | 7         | 8         | 68         | 68         | 68        | 68        | 68       | 68       | 68          | 68          | 68     | 68     | 68     | 68     | 68     | 68     | 68     | 68     | 68     | 68     | 68     |        |        |        |        |        |        |        |        |        |        |        |        |        |
| Legenda                                                                           |             |           |           |          |          |           |           |            |            |           |           |          |          |             |             |        |        |        |        |        |        |        |        |        |        |        |        |        |        |        |        |        |        |        |        |        |        |        |        |
| 1 2 3 4-10 11-30 poniżej 30 dq – dyskwalifikacja - – zawodniczka nie wystartowała |             |           |           |          |          |           |           |            |            |           |           |          |          |             |             |        |        |        |        |        |        |        |        |        |        |        |        |        |        |        |        |        |        |        |        |        |        |        |        |

## Letni Puchar Kontynentalny

### Miejsca w klasyfikacji generalnej
| Sezon | Miejsce |
| ----- | ------- |
| 2019  | 38.     |

### Miejsca w poszczególnych konkursachLetniego Pucharu Kontynentalnego
| Źródło                                                                            | Źródło      | Źródło  | Źródło  | Źródło      | Źródło | Źródło | Źródło | Źródło | Źródło | Źródło | Źródło | Źródło | Źródło | Źródło | Źródło | Źródło | Źródło | Źródło | Źródło | Źródło | Źródło | Źródło | Źródło | Źródło | Źródło | Źródło |
| --------------------------------------------------------------------------------- | ----------- | ------- | ------- | ----------- | ------ | ------ | ------ | ------ | ------ | ------ | ------ | ------ | ------ | ------ | ------ | ------ | ------ | ------ | ------ | ------ | ------ | ------ | ------ | ------ | ------ | ------ |
| 2019                                                                              |             |         |         |             |        |        |        |        |        |        |        |        |        |        |        |        |        |        |        |        |        |        |        |        |        |        |
| Szczuczyńsk                                                                       | Szczuczyńsk | Szczyrk | Szczyrk | Lillehammer | Stams  | Stams  | punkty | punkty | punkty | punkty | punkty | punkty | punkty | punkty | punkty | punkty | punkty | punkty | punkty | punkty | punkty | punkty | punkty | punkty | punkty |        |
| -                                                                                 | -           | 8       | 15      | 36          | -      | -      | 48     | 48     | 48     | 48     | 48     | 48     | 48     | 48     | 48     | 48     | 48     | 48     | 48     | 48     | 48     | 48     | 48     | 48     | 48     |        |
| Legenda                                                                           |             |         |         |             |        |        |        |        |        |        |        |        |        |        |        |        |        |        |        |        |        |        |        |        |        |        |
| 1 2 3 4-10 11-30 poniżej 30 dq – dyskwalifikacja - – zawodniczka nie wystartowała |             |         |         |             |        |        |        |        |        |        |        |        |        |        |        |        |        |        |        |        |        |        |        |        |        |        |

## FIS Cup

### Miejsca w klasyfikacji generalnej
| Sezon     | Miejsce |
| --------- | ------- |
| 2018/2019 | 78.     |
| 2019/2020 | 1.      |
| 2020/2021 | 16.     |
| 2021/2022 | 50.     |
| 2022/2023 | 11.     |

### Miejsca na podium w konkursach indywidualnych FIS Cupu chronologicznie
| Lp. | Dzień       | Rok  | Miejscowość    | Skocznia                    | Punkt K | HS     | Skok 1  | Skok 2  | Nota      | Lok. | Strata   | Zwyciężczyni       |
| --- | ----------- | ---- | -------------- | --------------------------- | ------- | ------ | ------- | ------- | --------- | ---- | -------- | ------------------ |
| 1.  | 24 sierpnia | 2019 | Râșnov         | Trambulina Valea Cărbunării | K-90    | HS-97  | 89,5 m  | 94,0 m  | 203,6 pkt | 2.   | 9,3 pkt  | Daniela Haralambie |
| 2.  | 25 sierpnia | 2019 | Râșnov         | Trambulina Valea Cărbunării | K-90    | HS-97  | 82,0 m  | 84,5 m  | 183,5 pkt | 3.   | 22,9 pkt | Daniela Haralambie |
| 3.  | 21 grudnia  | 2019 | Oberwiesenthal | Fichtelbergschanzen         | K-95    | HS-105 | 95,0 m  | 92,5 m  | 219,7 pkt | 2.   | 7,1 pkt  | Selina Freitag     |
| 4.  | 22 grudnia  | 2019 | Oberwiesenthal | Fichtelbergschanzen         | K-95    | HS-105 | 92,0 m  | 93,0 m  | 214,4 pkt | 2.   | 17,3 pkt | Kinga Rajda        |
| 5.  | 20 stycznia | 2020 | Szczyrk        | Skalite                     | K-95    | HS-104 | 95,0 m  | 96,5 m  | 232,7 pkt | 2.   | 0,2 pkt  | Nika Vetrih        |
| 6.  | 19 września | 2021 | Villach        | Villacher Alpenarena        | K-90    | HS-98  | 91,5 m  | 84,0 m  | 208,2 pkt | 3.   | 11,0 pkt | Lara Malsiner      |
| 7.  | 3 września  | 2022 | Kranj          | Bauhenk                     | K-100   | HS-109 | 100,5 m | 100,0 m | 202,0 pkt | 2.   | 9,1 pkt  | Nika Prevc         |

### Miejsca w poszczególnych konkursachFIS Cupu
| Źródło                                                                            | Źródło     | Źródło      | Źródło      | Źródło    | Źródło    | Źródło     | Źródło     | Źródło    | Źródło    | Źródło         | Źródło         | Źródło    | Źródło    | Źródło     | Źródło     | Źródło   | Źródło  | Źródło  | Źródło  | Źródło  | Źródło | Źródło | Źródło | Źródło | Źródło | Źródło | Źródło | Źródło | Źródło | Źródło | Źródło | Źródło | Źródło | Źródło | Źródło | Źródło | Źródło | Źródło | Źródło |
| --------------------------------------------------------------------------------- | ---------- | ----------- | ----------- | --------- | --------- | ---------- | ---------- | --------- | --------- | -------------- | -------------- | --------- | --------- | ---------- | ---------- | -------- | ------- | ------- | ------- | ------- | ------ | ------ | ------ | ------ | ------ | ------ | ------ | ------ | ------ | ------ | ------ | ------ | ------ | ------ | ------ | ------ | ------ | ------ | ------ |
| Sezon 2018/2019                                                                   |            |             |             |           |           |            |            |           |           |                |                |           |           |            |            |          |         |         |         |         |        |        |        |        |        |        |        |        |        |        |        |        |        |        |        |        |        |        |        |
| Villach                                                                           | Villach    | Szczyrk     | Szczyrk     | Râșnov    | Râșnov    | Park City  | Park City  | Rastbüchl | Rastbüchl | Villach        | Villach        | punkty    | punkty    | punkty     | punkty     | punkty   | punkty  | punkty  | punkty  | punkty  | punkty | punkty | punkty | punkty | punkty | punkty | punkty | punkty | punkty | punkty |        |        |        |        |        |        |        |        |        |
| -                                                                                 | -          | 23          | 22          | -         | -         | -          | -          | -         | -         | -              | -              | 17        | 17        | 17         | 17         | 17       | 17      | 17      | 17      | 17      | 17     | 17     | 17     | 17     | 17     | 17     | 17     | 17     | 17     | 17     |        |        |        |        |        |        |        |        |        |
| Sezon 2019/2020                                                                   |            |             |             |           |           |            |            |           |           |                |                |           |           |            |            |          |         |         |         |         |        |        |        |        |        |        |        |        |        |        |        |        |        |        |        |        |        |        |        |
| Szczyrk                                                                           | Szczyrk    | Szczuczyńsk | Szczuczyńsk | Ljubno    | Ljubno    | Râșnov     | Râșnov     | Villach   | Villach   | Oberwiesenthal | Oberwiesenthal | Rastbüchl | Rastbüchl | Villach    | Villach    | punkty   | punkty  | punkty  | punkty  | punkty  | punkty | punkty | punkty | punkty | punkty | punkty | punkty | punkty | punkty | punkty | punkty | punkty | punkty | punkty |        |        |        |        |        |
| 6                                                                                 | 5          | -           | -           | 7         | 7         | 2          | 3          | 5         | 11        | 2              | 2              | 7         | 9         | 10         | 8          | 649      | 649     | 649     | 649     | 649     | 649    | 649    | 649    | 649    | 649    | 649    | 649    | 649    | 649    | 649    | 649    | 649    | 649    | 649    |        |        |        |        |        |
| Sezon 2020/2021                                                                   |            |             |             |           |           |            |            |           |           |                |                |           |           |            |            |          |         |         |         |         |        |        |        |        |        |        |        |        |        |        |        |        |        |        |        |        |        |        |        |
| Kandersteg                                                                        | Kandersteg | Szczyrk     | Szczyrk     | Villach   | Villach   | Oberhof    | Oberhof    | punkty    | punkty    | punkty         | punkty         | punkty    | punkty    | punkty     | punkty     | punkty   | punkty  | punkty  | punkty  | punkty  | punkty | punkty | punkty | punkty | punkty | punkty |        |        |        |        |        |        |        |        |        |        |        |        |        |
| -                                                                                 | -          | 4           | 2           | -         | -         | -          | -          | 130       | 130       | 130            | 130            | 130       | 130       | 130        | 130        | 130      | 130     | 130     | 130     | 130     | 130    | 130    | 130    | 130    | 130    | 130    |        |        |        |        |        |        |        |        |        |        |        |        |        |
| Sezon 2021/2022                                                                   |            |             |             |           |           |            |            |           |           |                |                |           |           |            |            |          |         |         |         |         |        |        |        |        |        |        |        |        |        |        |        |        |        |        |        |        |        |        |        |
| Otepää                                                                            | Otepää     | Kuopio      | Kuopio      | Gérardmer | Gérardmer | Einsiedeln | Einsiedeln | Ljubno    | Ljubno    | Villach        | Villach        | Falun     | Falun     | Kandersteg | Kandersteg | Zakopane | Villach | Villach | Oberhof | Oberhof | punkty | punkty | punkty | punkty | punkty | punkty | punkty | punkty | punkty | punkty | punkty | punkty | punkty | punkty | punkty | punkty | punkty | punkty | punkty |
| -                                                                                 | -          | -           | -           | -         | -         | -          | -          | -         | -         | 4              | 3              | -         | -         | -          | -          | -        | -       | -       | -       | -       | 110    | 110    | 110    | 110    | 110    | 110    | 110    | 110    | 110    | 110    | 110    | 110    | 110    | 110    | 110    | 110    | 110    | 110    | 110    |
| Sezon 2022/2023                                                                   |            |             |             |           |           |            |            |           |           |                |                |           |           |            |            |          |         |         |         |         |        |        |        |        |        |        |        |        |        |        |        |        |        |        |        |        |        |        |        |
| Szczyrk                                                                           | Szczyrk    | Einsiedeln  | Einsiedeln  | Kranj     | Kranj     | Villach    | Villach    | Szczyrk   | Szczyrk   | Villach        | Villach        | Oberhof   | Oberhof   | punkty     | punkty     | punkty   | punkty  | punkty  | punkty  | punkty  | punkty | punkty | punkty | punkty | punkty | punkty | punkty | punkty | punkty | punkty | punkty | punkty |        |        |        |        |        |        |        |
| 9                                                                                 | 8          | -           | -           | 11        | 2         | 5          | 7          | -         | -         | -              | -              | -         | -         | 246        | 246        | 246      | 246     | 246     | 246     | 246     | 246    | 246    | 246    | 246    | 246    | 246    | 246    | 246    | 246    | 246    | 246    | 246    |        |        |        |        |        |        |        |
| Legenda                                                                           |            |             |             |           |           |            |            |           |           |                |                |           |           |            |            |          |         |         |         |         |        |        |        |        |        |        |        |        |        |        |        |        |        |        |        |        |        |        |        |
| 1 2 3 4-10 11-30 poniżej 30 dq – dyskwalifikacja - – zawodniczka nie wystartowała |            |             |             |           |           |            |            |           |           |                |                |           |           |            |            |          |         |         |         |         |        |        |        |        |        |        |        |        |        |        |        |        |        |        |        |        |        |        |        |